# Раищенко, Екатерина Ивановна
Екатерина Ивановна Раищенко (10 декабря 1923 с. Новоселица, Миргородский уезд, Полтавская губерния, Украинская ССР, РСФСР — 1 сентября 1998 Миргород, Россия) — советская доярка, Герой Социалистического Труда, награждена Орденом Ленина (08.04.1971).

## Биография
Родилась 10 декабря 1923 года в селе Новоселица Миргородского уезда Полтавской губернии Украинской ССР.
По программе заселения Крыма, переехала в село Грозное Далёковского сельсовета Черноморского района, которое после образования савхоза «Дальний» стало именоваться его отделением №4, с 1960-х годов село Зоряное.
С 1966 года работала дояркой 4-го отделения савхоза «Дальний», по итогам работы 8-й пятилетки 1960—1966 гг., вышла победителем в социалистическом соревновании среди животноводов Крымской области Украинской ССР.
Указом Президиума Верховного Совета СССР от 8 апреля 1971 года доярке Раищенко Екатерине Ивановне за выдающиеся успехи, достигнутые в развитии сельскохозяйственного производства и выполнения пятилетнего плана по выплате государству землетрясения и животноводства, присвоено звание Героя Социалистического Труда с вручением ордена Ленина и золотой медали «Серп и Молот».
С 10 июля 1979 года на пенсии, уехала жить на родину в Полтавскую область.
Последние годы жила в Миргороде. Умерла 1 сентября 1998 года.